# 米赫兰王朝

米赫兰王朝皇旗圖案，採自公元7世紀國王約瑟雕像上銘刻 。

米赫兰王朝祖先源自一個伊朗的家族，這個王朝在公元330年到821年之間統治高加索的幾個地區。他們自稱是波斯薩珊王朝的後裔，其實他們的祖先來自波斯的帕提亞地區。

## 歷史
有薩珊王朝家族遠房中的米赫兰族人，遷移到烏蒂克地區的加德曼定居時，建立王朝。此人可能來自米赫兰家族中的一個分支，這個家族是伊朗七大家族（也稱為seven Pathian clans）中的其中一支，另外兩個米赫兰家族分支則分別統治高加索伊比利亞（柯斯洛伊德王朝）和古噶克（Gogarene/Gugark）兩個公國。這個米赫兰家族上台之後，建國者的曾孫把前一個當地統治家族的成員幾乎都殺光（“Eṙanšahiks王朝為古老的亞美尼亞人當地統治家族.....其中僅有位名為Zarmihr Eṙanšahik得以倖免。”
這個王朝家族在公元7世紀最傑出的幾位代表是瓦拉茲·古利果、他的兒子約瑟、和瓦拉茲-提理達梯一世。米赫兰王朝沿用波斯人的Arranshahs頭銜（即Arran的shahs，Arran是波斯語中高加索阿爾巴尼亞之意，shahs為沙阿，君主之意）。王朝統治者瓦拉茲-提理達梯二世（Varaz-Tiridates II）在公元822年到23年遭統治亞美尼亞休尼克的王朝成員Nerseh Pilippean擊敗並殺害後，這個家族王朝的統治即告結束。
隨後，前面提到的Arranshahik（Eṙanšahik）家族的後裔沙·施姆巴亭 取得Arranshah的頭銜，並統治高加索阿爾巴尼亞的絕大部分地區。